# Helge Kjærulff-Schmidt
Helge Kjærulff-Schmidt (né le 22 février 1906 - mort à le 9 juillet 1982) est un acteur danois. Il est le père du réalisateur Palle Kjærulff-Schmidt.

## Filmographie partielle

### Au cinéma
- 1951 : Fra den gamle købmandsgård de Svend Methling (da) et Annelise Reenberg